# Mutkogel
De Mutkogel (of Muttkogel) is een 3309 meter hoge berg in de Ötztaler Alpen in het Oostenrijkse Tirol.
De berg ligt in de Weißkam, aan de oostelijke rand van de Mittelbergferner. Op de noordoostelijke flank van de berg ligt de Tiefenbachferner. Een halve kilometer ten noorden van de top ligt de 3307 meter Tiefenbachkogel. Over de Tiefenbachferner lopen meerdere liftinstallaties die skiën op deze gletsjer, op de flanken van de Mutkogel, mogelijk maken.